# Amputación
La amputación es el corte y separación de una extremidad del cuerpo mediante traumatismo (también llamado «avulsión») o cirugía. Como una medida quirúrgica, se la utiliza para controlar el dolor o un proceso causado por una enfermedad en la extremidad afectada, por ejemplo un tumor maligno o una gangrena. En ciertos casos, se la realiza en individuos como una cirugía preventiva para este tipo de problemas. En algunos países, la amputación de las manos o los pies es utilizada como una forma de castigo para los criminales. En ciertas culturas o religiones, se realizan amputaciones menores o mutilaciones como parte de rituales. Actualmente solo es practicada cuando se halla en peligro la vida, así como las heridas durante una guerra que a menudo requieren la amputación o accidentes de tránsito.

## Tipos
Se reconocen los siguientes tipos de amputación:
- Pierna

- Amputación de dedos
- Amputación parcial de pie (Chopart, Lisfranc)
- Desarticulación del tobillo (Syme, Pyrogoff)
- Amputación debajo de la rodilla (transtibial)
- Amputación en la rodilla (desarticulación de la rodilla)
- Amputación arriba de la rodilla (transfemoral)
- Rotación de Van-ness (Rotación del pie y reimplantación de forma que la articulación del tobillo se utiliza como rodilla)
- Desarticulación de la cadera
- Amputación en la pelvis
- Brazo

- Amputación de dedos
- Amputación metacarpiana
- Desarticulación de muñeca
- Amputación del antebrazo (transradial)
- Desarticulación del codo
- Amputación arriba del codo (transhumeral)
- Desarticulación del hombro y posterior amputación
- Dientes

- La avulsión de dientes, ya sea por un proceso patológico, o con fin ortodóntico.
- Hemicorporectomía, o amputación en la cintura, es el tipo de amputación más radical.

- La modificación y mutilación de genitales puede comprender el corte de tejido (por ejemplo en la circuncisión), aunque no necesariamente como consecuencia de una herida o enfermedad.

Como regla general se prefiere realizar amputaciones parciales que permiten mantener la función de la articulación, aunque en cirugía oncológica se prefiere la desarticulación.

## Razones

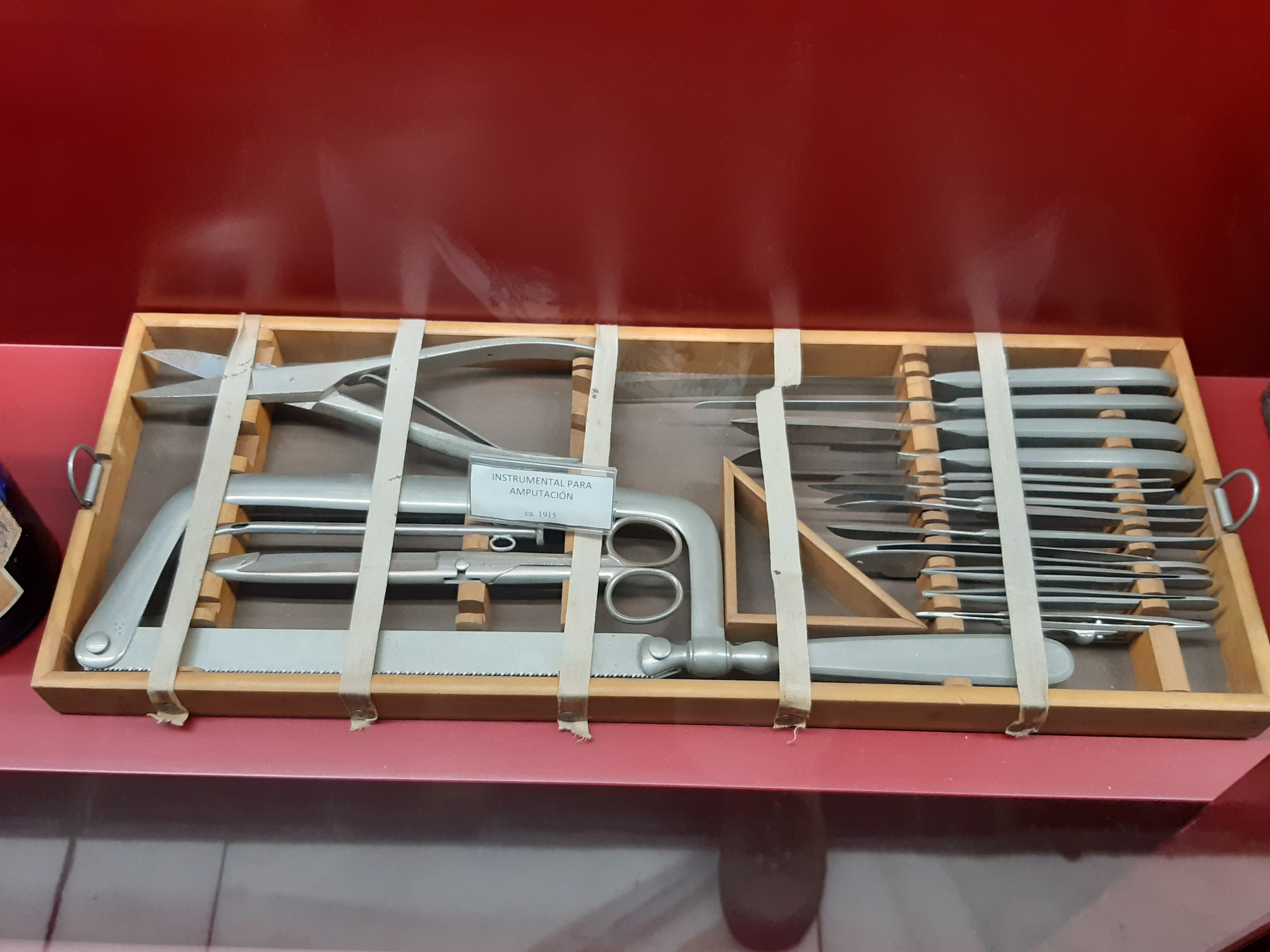
Instrumental de amputación en la enfermería de una mina de Asturias, España, en 1915

- Instrumental de amputación en la enfermería de una mina de Asturias, España, en 1915Tumores cancerígenos en huesos (por ejemplo: osteosarcoma, osteocondroma)
- Heridas graves en las extremidades, en las que no se puede salvar el miembro, o donde los intentos de salvar el miembro han sido fallidos
- Problemas de circulación sanguínea[3]
- Deformidades de los dedos o extremidades
- Cáncer avanzado
- Gangrena
- Infección en los huesos (osteomielitis)
- Amputación traumática (La amputación tiene lugar en la escena del accidente, la extremidad puede haber sido parcial o totalmente seccionada)
- Amputación en el útero (Amniotic band)
- Mastectomía (amputación de la mama) por cáncer de mama

## Método

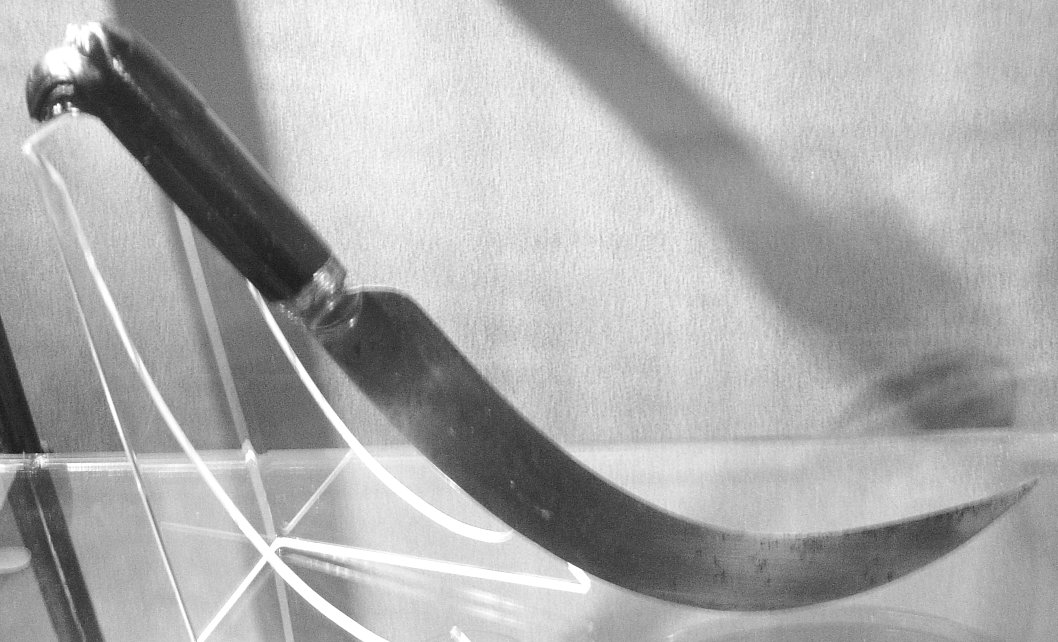
En el pasado se utilizaban cuchillos curvos como este para algunos tipos de amputaciones.

El primer paso es ligar la arteria y vena que cruzan la zona, para prevenir hemorragia. Los músculos son cortados, y finalmente se corta el hueso con una sierra oscilante. La piel y los trozos de músculos son luego armados sobre la zona del muñón, ocasionalmente se insertan elementos para posibilitar la fijación de una prótesis.
Las amputaciones, en general, deben ser realizadas manteniendo la mayor cantidad de miembro posible, así por ejemplo es deseable en una amputación de miembro inferior
que esta sea por debajo de la rodilla a que sea por encima de esta, lo que se decide de acuerdo con la severidad de la enfermedad que causa la indicación del procedimiento, el pronóstico del miembro afectado y los exámenes paraclínicos.
No solo la población padece de amputaciones, también los personajes históricos han sufrido mutilaciones de sus piernas y brazos, pero esto no ha impedido que desarrollen vidas productivas. Como ejemplo tenemos la vida de tres presidentes, dos pintores, un ministro de Estado y dos generales de México

## Auto-amputación
En algunos casos raros cuando una persona ha quedado atrapada en un sitio aislado, sin posibilidad de comunicarse o esperanza de ser rescatado, la víctima se ha amputado su propio miembro:
- En la década de 1990, a un pescador de cangrejos se le trabó el brazo en su aparejo de izaje durante una tormenta y se lo tuvo que amputar a la altura del hombro, según se informó en la publicación The New Englander.
- En el 2003, Aron Ralston de 27 años de edad se amputó su antebrazo utilizando su cortaplumas y partió y arrancó los dos huesos, después de que su brazo quedara atrapado por una roca mientras escalaba en Utah.[5]
- También en el 2003, un minero del carbón australiano se amputó su propio brazo con un cuchillo Stanley luego de que la máquina cargadora frontal que estaba conduciendo volcara y quedara atrapado a una distancia de tres kilómetros dentro de la mina.[6]

## Avulsión
Es una amputación no reglada, sino producida por una extirpación por tracción o arrancamiento de una extremidad, generalmente debida a accidentes laborales, de medios de transporte, o por rituales. Es muy traumática, y puede poner en peligro la vida, si no hay a continuación un cierre quirúrgico de la lesión producida o la reimplantación de la extremidad arrancada.